# Іслам у Венесуелі

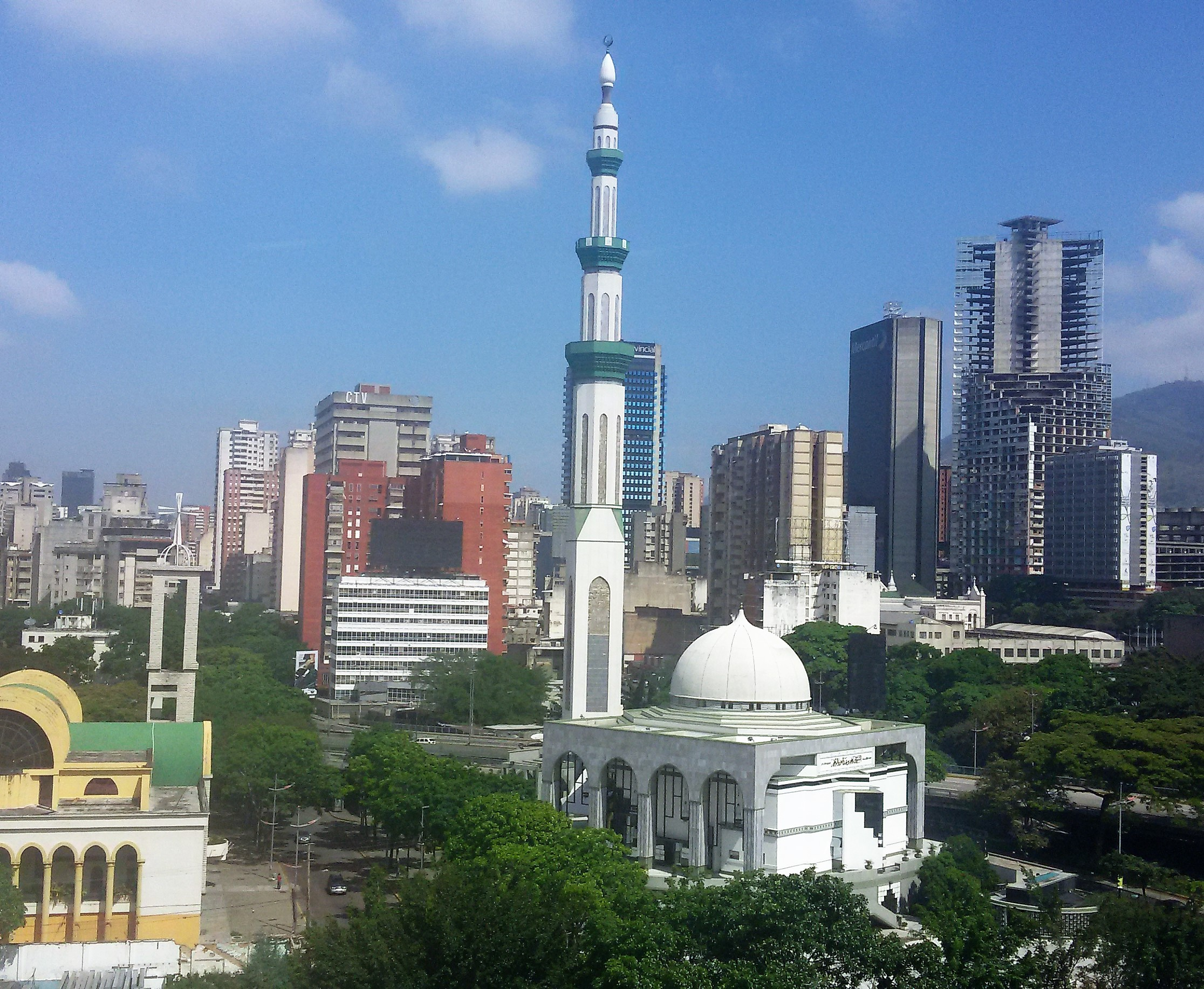
Мечеть Шейха Ібрагіма аль ібрагіма у місті Каракас

Венесуела є переважно християнською країною, а іслам є релігією меншини. У Венесуелі проживає близько 100 000 мусульман, що становить 0,4 відсотка населення країни. Венесуела має невелике, але впливове мусульманське населення. Багато з них є арабами ліванського, палестинського, сирійського та турецького походження. 
У столиці Каракасі проживає 15 000 мусульман. Мечеть шейха Ібрагіма Аль-Ібрагіма в Каракасі є другою за величиною мечеттю в Латинській Америці. Розташована в районі міста, який швидко змінюється, ця історична мечеть має купол, мінарет і портал, що сигналізує про її присутність у міському ландшафті, а також такі пристрої, як восьмикутна зала, що піднімається від платформи до круглого купола, щоб досягти переходу між вулиця та інтер'єр молитовного залу. Він був побудований на кошти Фонду Ібрагіма бін Абдул Азіза Аль-Ібрагіма за проектом архітектора Оскара Брачо. Інші відомі мечеті та ісламські організації включають Isla Margarita-Caribe La Comunidad Islamica Venezolana, Centro Islamico de Venezuela, Mezquita al-Rauda в Маракайбо, Asociación Honorable Mezquita de Jerusalén у Валенсії, Centro Islámico de Maiquetía у Варгасі та Asociación Benéfica Ісламська в Боліварі. У Пунто Фіхо також є мечеть, побудована в 2008 році.
11 лютого 2006 року близько 200 (в основному мусульман) демонстрантів пройшли до посольства Данії в Каракасі та спалили прапори Данії та США, оскільки протести проти карикатур на Мухаммеда поширилися на Латинську Америку.
20 липня 2006 року десятки людей пройшли в Каракасі до посольства Ізраїлю на знак протесту проти війни в Лівані. Більшість з них були венесуельськими мусульманами, але деякі були членами проурядових організацій.